# 本·E·金
本杰明·厄尔·金（英語：Benjamin Earl King，1938年9月28日—2015年4月30日），經常被稱為本·E·金（Ben E. King），是一位美国灵魂乐和节奏布鲁斯歌手。他是歌唱团体漂流者组合的主唱之一，他最知名的作品或许是1961年歌曲，该曲进入了美国排行榜前十名，在被1986年的同名电影作为主题曲后再一次进入榜单。